# Промышленная площадка в заливе Веда

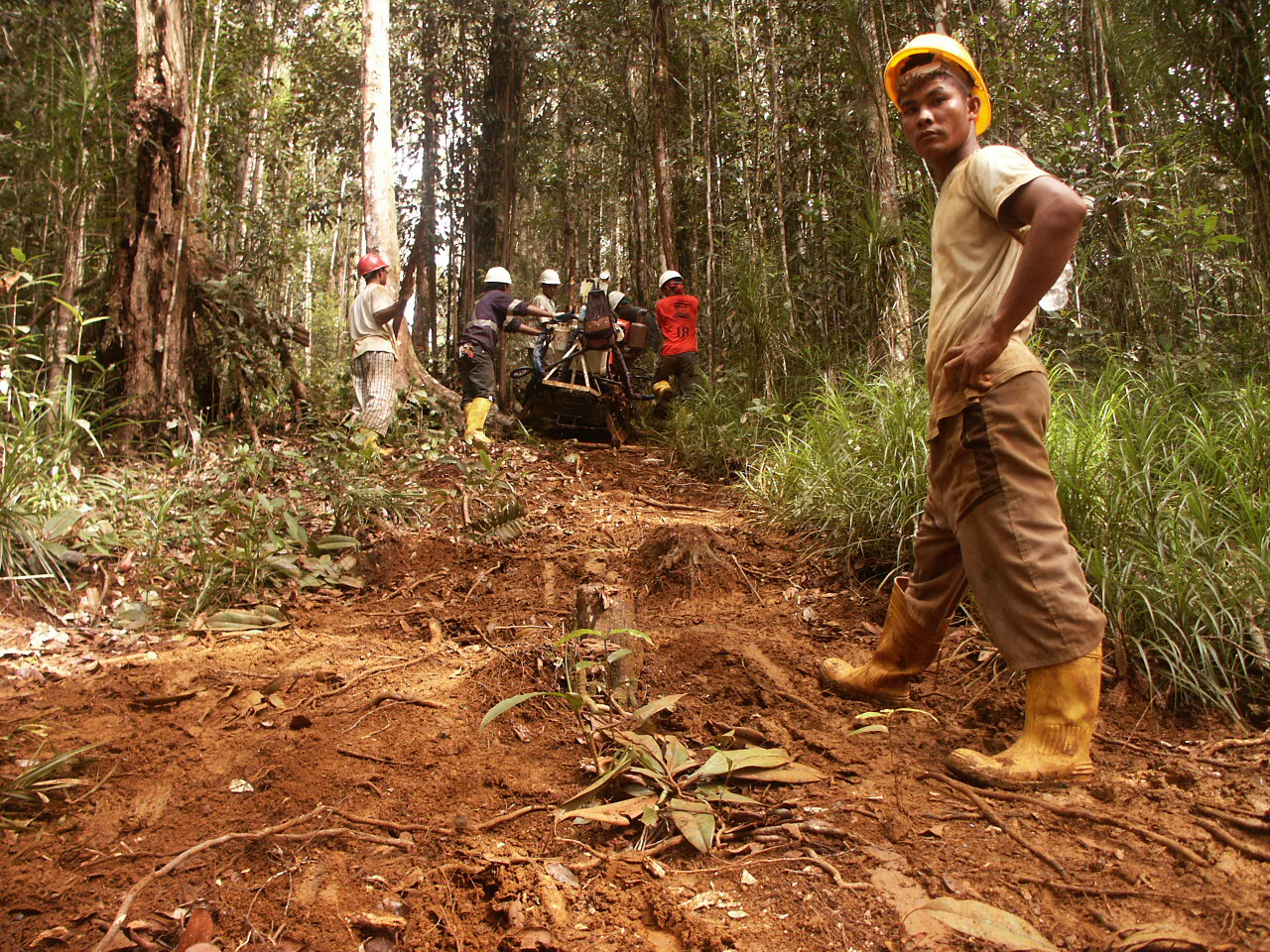
Геологоразведка полезных ископаемых на острове Хальмахера, 2005 год

Промышленная зона залива Веда (англ. Weda Bay Industrial Park) — комплекс по добыче никеля и промышленная площадка на острове Халмахера, Индонезия. Рудник в заливе Веда (англ. Weda Bay mine) на начало 2020-х годов является одной из крупнейших площадок по добыче никеля в мире.

## История
Месторождения никеля обнаружены в районе залива Веда в Центральной Хальмахере (индон.) в 1996 году. В 1997 году создано совместное предприятие канадской компании Weda Bay Minerals и индонезийской Antam (индон.). Французская горнодобывающая группа Eramet приобрела долю Weda Bay Minerals в 2006 году и планировала разрабатывать участок, но из-за низких цен на никель проект был приостановлен в 2013 году. В 2017 году китайская компания Tsingshan Group подписала соглашение, по которому она получила 57 % акций Weda Bay Minerals и взяла обязательства по развитию переработки руды, в то время как Eramet сохранила свои горнодобывающие операции. Обустройство промышленной площадки началось в апреле 2018 года, горнодобывающие операции начались в октябре 2019 года, а металлургическое производство — в апреле 2020 года.
По состоянию на 2020 год на площадке действовали четыре линии по производству никелевых ферросплавов, велось строительство комплекса по рафинированию никеля и кобальта. На этой же площадке планируется строительство завода по производству сульфата никеля.

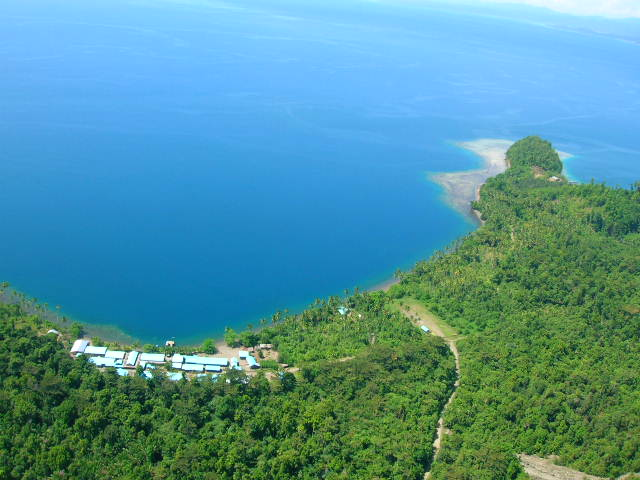
Посёлок геологов и горняков на берегу залива Веда (фр.), 2006 год

## Персонал
По состоянию на 2020 году на площадке работало около 11 000 человек. В начале 2022 года количество привлечённого персонала увеличилось до 28 000 индонезийских и 1 800 иностранных работников.

## Рудник
Рудник Веда (англ. Weda mine) принят в эксплуатацию в октябре 2019 года и с тех пор является крупнейшим никелевым рудником в мире, уже с октября по декабрь 2019 года обеспечив добычу полумиллиона тонн никелевой руды. В 2021 году Eramet сообщила о продаже более 21 млн тонн (влажный вес) руды со своего рудника.
Руда — вкрапленная, содержит никель в виде мелкозернистых силикатов марганца и никеля в латеритной почве. Никель встречается в виде гарниерита, который связан с железными минералами лимонитом, магнетитом и гетитом, а также различными глинистыми минералами. Комплекс образовался в результате латеритного выветривания ультраосновных пород: серпентинита, дунита и перидотита.
Рудник представляет собой ряд открытых карьеров — в Као Рахай, Саке Ривер, Саке Вест, Нуспера и Уни Уни.